# O Lobo Solitário
O Lobo Solitário (em inglês, The Lone Wolf) é um curta-metragem live-action português lançado em 2021 dirigido e escrito por Filipe Melo. O curta possui 23 minutos de duração. O filme foi apresentado em vários festivais internacionais de cinema e recebeu diversos prêmios e indicações, ganhando prêmios suficientes de qualificação ao Oscar em festivais, tornando-o elegível para o Oscar 2023 na categoria Melhor Curta-Metragem em Live Action.
Em dezembro de 2022, o curta foi pré-indicado entre os 15 melhores do ano para o Oscar 2023, mas acabou por ficar de fora da lista final dos indicados à premiação.

## Enredo
"No programa da noite da Viva FM, o radialista Vitor Lobo recebe uma chamada de um velho amigo que quer pôr a conversa em dia."

## Elenco
- Adriano Luz como Vitor Lobo
- António Fonseca como Raul Oliveira (voz)
- Maria João Pinho como Sandra
- Ana Cloe como Maria de Lurdes (voz)
- Márcia Breia como Clarinda Marques (voz)
- Custódia Gallego como Júlia Lobo (voz)
- Beatriz Batarda como Emília Torres (voz)
- Miguel Faustino como Guilherme Lobo
- Luís Araújo como o Recepcionista
- João Vaz Silva como o Paquete
- Juan Cavia	como o Homem do Corredor
- Teresa Sequeira como a Mulher do Corredor
- Dinis Oliveira como o Polícia
- Diogo Fontes de Melo como o Polícia

## Recepção e prêmios
Desde seu lançamento, o filme foi indicado e premiado em diversos festivais ao redor do mundo:
| Ano  | Festival/Premiação                                            | Prêmio/Categoria                                  | Resultado | Ref.          |
| ---- | ------------------------------------------------------------- | ------------------------------------------------- | --------- | ------------- |
| 2021 | Coimbra Caminhos do Cinema Português                          | Prémio D. Quijote                                 | Venceu    | [ 8 ]         |
| 2021 | Coimbra Caminhos do Cinema Português                          | Melhor Banda Sonora Original                      | Venceu    | [ 8 ]         |
| 2021 | Coimbra Caminhos do Cinema Português                          | Menção Honrosa do Júri de Imprensa                | Venceu    | [ 8 ]         |
| 2021 | Festival Internacional de Curtas Vila Do Conde                | Prémio do Público Canon                           | Venceu    | [ 9 ] [ 10 ]  |
| 2021 | MOTELx - Festival Internacional de Cinema de Terror de Lisboa | Prémio MOTELX - Melhor Curta de Terror Portuguesa | Indicado  | [ 11 ] [ 12 ] |
| 2021 | MOTELx - Festival Internacional de Cinema de Terror de Lisboa | Méliès d’argent - Melhor Curta Europeia           | Indicado  | [ 11 ] [ 12 ] |
| 2022 | Prémios Sophia                                                | Melhor Curta-Metragem de Ficção                   | Venceu    | [ 10 ] [ 13 ] |
| 2022 | Festival Ibérico de Cinema Badajoz                            | ONOFRE do Público de Olivenza                     | Venceu    | [ 14 ]        |
| 2022 | Festival Ibérico de Cinema Badajoz                            | ONOFRE do Público de Badajoz                      | Venceu    | [ 14 ]        |
| 2022 | Festival Ibérico de Cinema Badajoz                            | Melhor Fotografia                                 | Venceu    | [ 14 ]        |
| 2022 | Festival de Filmes de Leiria                                  | Melhor Curta-Metragem de Ficção Nacional          | Venceu    | [ 10 ] [ 15 ] |